# Жужа Бенеи
Жужа Бенеи (на унгарски: Beney Zsuzsa) е унгарска лекарка пулмолог, специалист по белодробни заболявания, литературен историк, преводачка, поетеса и писателка на произведения в жанра лирика, драма и детска литература.

## Биография и творчество
Жужа Бенеи е родена на 21 април 1930 г. в Будапеща, Унгария. Завършва обща медицина през 1954 г. До 1958 г. специализира пулмология в Института по медицинска химия и при Ф. Бруно Щрауб в Института по биохимия. В периода 1954 – 1987 г. работи като пулмолог в Будапеща. Някои от нейните научни трудове са публикувани в „Medical Weekly“.
След ранната загуба на съпруга и детето си се занимава почти изключително с художествена литература. Пише стихотворения, есета и романи, прави преводи и научни изследвания. Има 13 издадени книги.
Първият ѝ том със стихове „Tűzföld“ (Огнена земя) е публикуван през 1972 г., с предговор от Шандор Вьорьош, известен класик на унгарската поезия.
Тя пише анализ на поезията за деца, озаглавен „Златната порта е отворена“ (1979), първият му том есета, озаглавен „Twin Studies“ (1973), а по-късните ѝ изследвания ѝ помагат да разбере изкуството на Атила Йожеф. Нейният роман „Дневник преди и след“, публикуван през 1987 г., изследва психологията на живота в съзнанието за сигурна смърт.
Централна тема на лириката ѝ са болката, размисъл за огледаните образи на битие и небитие, житейските парадокси и тяхното вграждане в поезията.
Стихосбирката ѝ „Безпредметно битие“, която е издадена на български през 2013 г., е посветена на мита за Орфей и Евридика – една обозряща омировска поема за смъртта.
През 1983 г. е гостуващ изследовател в Университета на Айова и член на Международната програма за писане в Айова Сити. От 1993 г. е кандидат на литературните науки и е хабилитирана за доктор през 1998 г. В периода 1987 – 1998 г. е доцент, а в периода 1998 – 2000 г. е професор, и преподавател по философия и поезия във Факултета по изкуства на Католическия университет „Петер Пазман“ в Будапеща и Университета в Мишколц.
Носител е на наградата „Атила Йожеф“ (1990), на наградата на фондация „Сорос“ за цялостно творчество (1998), на наградата „Радноти“ за цялостно творчество (2004), и на наградата на Сдружението на писателите (2006).
Жужа Бенеи умира на 12 юли 2006 г. в Леанифалу, Унгария.
След смъртта ѝ са публикувани през 2008 г. събраните ѝ съчинения в 3 тома.

## Произведения
- Tűzföld (1972) – стихове
- Cérnahangra (1972) – стихове за деца
- Ikertanulmányok (1973) – есета
- Rontás (1974) – роман
- Nyitva van az aranykapu (1979) – анализ на поезията за деца
- A második szó (1981) – стихове
- Gyász (1987) – стихове
- Napló, előtte és utána (1987) – роман
- József Attila-tanulmányok (1989) – есета
- Tűzföldi táj – Válogatott és új versek (1990) – стихове
- Versek a labirintusból (1992) – стихове
- Szó és csend között (1993) – есета
- A gondolat metaforái. Esszék József Attila költészetéről (1999) – есета
- Két parton (2000) – стихове
- A tárgytalan lét (2003) – стихове
Безпредметно битие, изд. „Смол стейшънс прес“ (2013), прев. Светла Кьосева
- Tél (2004) – хайку
- Se tűz, se éj (2005) – стихове
- Möbius-szalag (2006) – есета
- Összegyűjtött versek 1 – 3 (2008) – поетичен сборник